# Thomas-Michael Radda
Thomas-Michael Radda (* 21. Juli 1951 in Hollabrunn) ist ein österreichischer Augenarzt und außerordentlicher Universitätsprofessor in Wien. Er war einer der ersten Ophthalmologen in Österreich, die die refraktive Chirurgie zur operativen Behandlung von Fehlsichtigkeiten (Ametropie) einsetzten. Seit September 1994 ist er Vorstand der Augenabteilung im Sozialmedizinischen Zentrum Ost – Donauspital. Neben diesem Amt betreibt Radda darüber hinaus gemeinsam mit seinem Sohn Stephan Radda ein eigenes augenärztliche OP-Zentrum mit Ordination.

## Werdegang
Thomas-Michael Radda maturierte am 14. Mai 1969 am Bundesrealgymnasium Hollabrunn und absolvierte sein Medizinstudium an der Medizinischen Fakultät der Universität Wien, wo er am 1. Juni 1976 promovierte. Im Anschluss war er Universitätsassistent an der Abteilung für Tumorimmunologie des Instituts für Krebsforschung. Seinen Präsenzdienst leistete er in der stammersdorfer Van-Swieten-Kaserne ab.
Von 1976 bis 1978 war Radda an der I. Medizinischen Universitätsklinik Wien bei Erwin Deutsch tätig. Anschließend absolvierte er seine ophthalmologische Ausbildung an der I. Universitäts-Augenklinik Wien unter Heinz Freyler. 1980 folgte ein Aufenthalt an einer Augenabteilung in Andhra Pradesh (Indien). Nach seiner Rückkehr war er von 1982 bis 1985 Oberarzt an der Chefstation der I. Universitäts-Augenklinik. Zwischenzeitlich schloss er seine Ausbildung zum Facharzt für Augenheilkunde 1983 ab und habilitiert sich 1984. Drei Jahre später wurde er Leiter der Ambulanz für Diabetische Retinopathie, die Ernennung zum außerordentlichen Professor folgte 1991.
Ein wissenschaftlicher Schwerpunkt Raddas ist die Entwicklung neuer Methoden der refraktiven Chirurgie. Seit 1993 führt er Laseroperationen bei Kurzsichtigkeit durch. Darüber hinaus hat er sich auf die operative Behandlung des Grauen und Grünen Stars spezialisiert, zudem auf die Therapie der altersbedingten Netzhautverkalkung und diabetischen Augenveränderungen.
Radda ist verheiratet und hat drei Kinder.

## Ämter und Mitgliedschaften
Radda war von 2003 bis 2007 Obmann und Beirat des Wiener Primarärztekollegiums und von 2005 bis 2013 Obmann der Österreichischen Augenprimarärzte. 2013 war er Präsident der Österreichischen Ophthalmologischen Gesellschaft (ÖOG), der Standesvertretung der österreichischen Augenärzte. Er ist Mitglied im wissenschaftlichen Beirat der Österreichischen Akademie für Augenheilkunde und Optometrie.  Darüber hinaus ist er Mitglied der Deutschen Ophthalmologischen Gesellschaft, der Europäischen Gesellschaft für Linsenimplantation, der American Academy of Ophthalmology und der Österreichischen Diabetes-Gesellschaft. Zudem ist Radda Vorsitzender und Schriftführer der österreichischen Kommission für Facharztprüfungen und Mitglied der Kommissionen für refraktive Chirurgie sowie Katarakt und IOL der ÖOG.
Er verfasste rund 180 wissenschaftliche Publikationen und hielt mehr als 90 Vorträge bei nationalen und internationalen Fachtagungen und Kongressen.

## Auszeichnungen
In den Jahren 1982 und 1984 erhielt Radda einen Wissenschaftspreis der Österreichischen ophthalmologischen Gesellschaft.